# Husitské války
Husitské války (též husitské bouře) byly vojenské konflikty mezi husity a jejich domácími a zahraničními protivníky (katolíky) i mezi husitskými frakcemi navzájem, které probíhaly na českém území v letech 1419 až 1434 a ještě nějakou dobu poté.

## Chronologie
Vymezení období husitských válek je problematické. Za jejich počátek je obecně označován rok 1419, kdy došlo k  první pražské defenestraci. Za konec husitských válek bývá nejčastěji považováno vyhlášení Basilejských kompaktát v roce 1436, ale také bitva u Lipan v roce 1434, která období bojů v zemích Koruny české víceméně ukončila. Období 1434–1437 bývá někdy označováno za "epilog" husitských válek (v tomto pojetí husitské války končí dobytím Sionu Jana Roháče z Dubé). Novější historikové František Šmahel a Petr Čornej upozorňují na souvislost vývoje ve 2. polovině 15. století s dějinami před rokem 1436. Pro Františka Šmahela husitské války končí až kutnohorským náboženským mírem v roce 1485, Petr Čornej rozděluje husitské války na dvě období, 1419–1436 a 1467–1479 (války za krále Jiřího z Poděbrad a po jeho smrti). Čornej chápe jako významné předěly rok 1427 (upevnění hegemonie radikálních složek) a rok 1434 (vítězství utrakvisticko-katolické aliance nad polními vojsky v bitvě u Lipan).
Do českých zemí zamířily proti husitům postupně čtyři křížové výpravy – v letech 1420, 1421, 1427 a 1431. (Někdy bývá jako třetí křížová výprava nesprávně označováno v podstatě neuskutečněné tažení z roku 1422 nebo výprava Sasů, která byla poražena v bitvě u Ústí roku 1426). Pátá křížová výprava byla vyhlášena papežem proti Jiřímu z Poděbrad v roce 1466 a zahájila druhé období husitských válek.

## Příčiny konfliktu

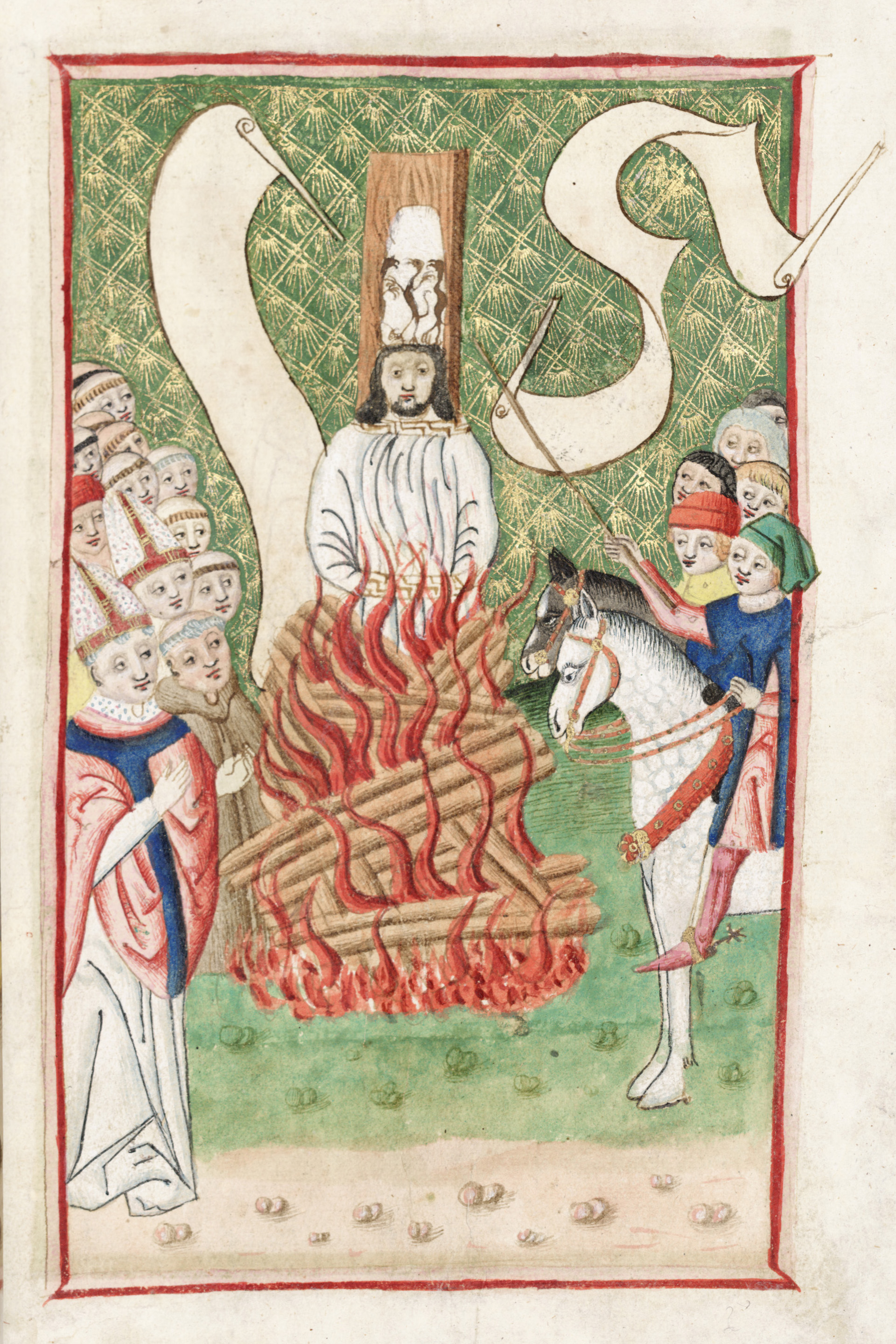
Upálení mistra Jana Husa 6. července 1415, Jenský kodex

Upálení mistra Jana Husa v roce 1415 a jeho nejbližšího spolupracovníka Jeronýma Pražského v roce 1416 vyvolalo v českých zemích velkou nevoli. Mezi příznivci jeho učení se rozšířilo přijímání pod obojí, které již za Husova pobytu v Kostnici zavedl Jakoubek ze Stříbra, a kalich se stal symbolem tohoto hnutí. Pod vlivem Husova učení, propagovaného jeho četnými žáky, se začalo organizovat hnutí vyžadující hlubokou reformu církve (tyto požadavky se později soustředily ve čtyřech artikulích pražských). Obyvatelstvo českých zemí se nábožensky rozdělilo.  
Přijímání pod obojí kostnický koncil zakázal a jeho rozhodnutí později potvrdil i nově zvolený papež Martin V. Král Václav IV. byl tlačen koncilem, domácími církevními představiteli i svým bratrem Zikmundem, aby proti "kacířům" zasáhl, poměrně dlouho však hnutí víceméně toleroval. Přijímání z kalicha podporovala značná část šlechty, proreformní byla i většina pražského obyvatelstva. Na jaře roku 1417 donutil Čeněk z Vartemberka biskupa Heřmana z Mindelheimu, aby na Lipnici světil kališnické kněze. Venkov a městská chudina se radikalizovaly působením kazatelů. 16. dubna 1419 byla na hoře Tábor (Burkováku) u Bechyně uspořádána první masová pouť na hory, náboženské demonstrace byly stále častější. Počátkem léta 1419 došlo k vyhrocení sporů mezi katolíky a kališníky v Praze, což vedlo k tzv. pražské defenestraci, která se obecně považuje za počátek husitských válek.

## Počátky povstání

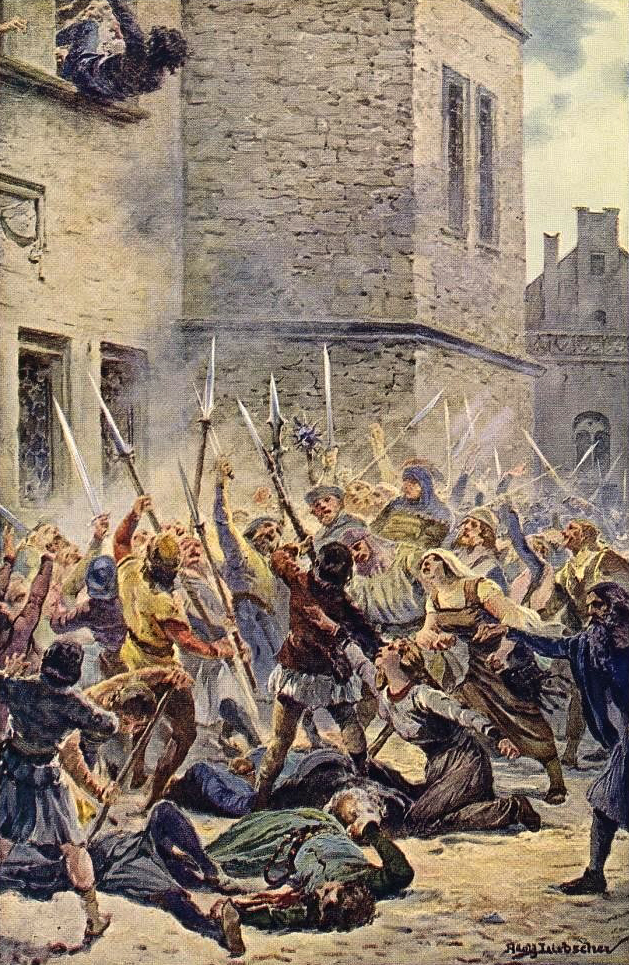
Pražská defenestrace (obraz A. Liebschera)

Pražští kališníci nelibě nesli, když král kompletně vyměnil vedení Nového Města a dosadil zde katolické konšely. Dne 30. července 1419, po kázání oblíbeného radikálního kazatele Jana Želivského, zaútočil dav pod jeho vedením na Novoměstskou radnici, konšelé byli vyhozeni z oken a ubiti. Nepokoje se pak rozšířily po celé Praze. Po králově smrti (16. srpna 1419) bylo vypáleno mnoho pražských kostelů a klášterů. Během podzimu většinu Prahy včetně Vyšehradu ovládli husité, jen levobřežní část s Pražským hradem se při útoku na Malou Stranu obsadit nepodařilo. Boje v Praze trvaly až do 13. listopadu 1419, kdy bylo z iniciativy královny-vdovy Žofie, která s pomocí Čeňka z Vartemberka zajišťovala regentskou vládu, vyhlášeno příměří.

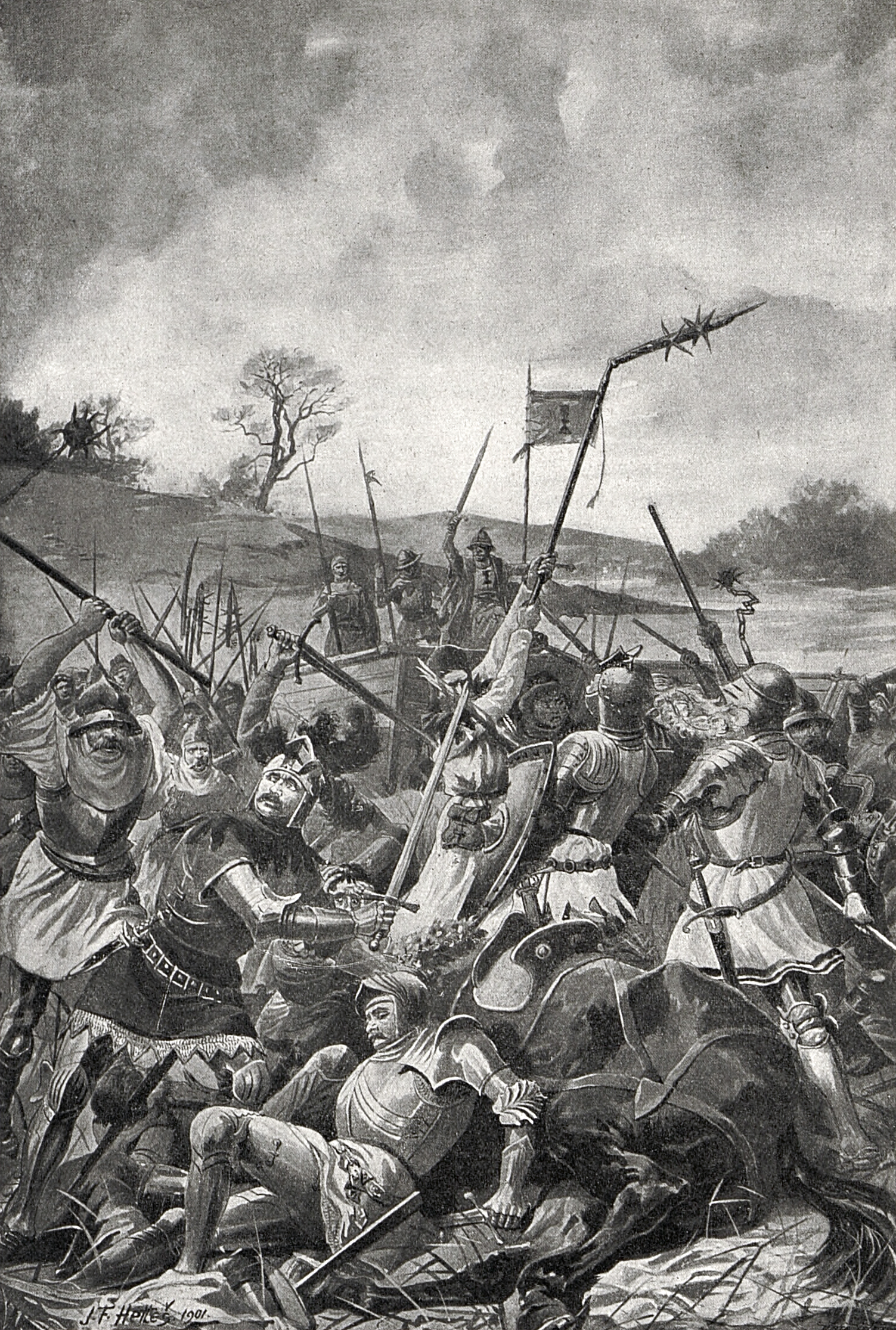
Porážka železných pánů u Sudoměře

Po smrti krále Václava IV. měl podle práva nastoupit na trůn jeho nevlastní bratr Zikmund Lucemburský. Kališnická většina národa však dávala Zikmundovi za vinu Husovo upálení a jeho přijetí za krále bylo podmiňováno uznáním kalicha, což bylo pro něj nepřijatelné. Katoličtí páni a některá města zůstali při Zikmundovi, mimo jiné i z obav z revolučních nálad mezi lidem. Vytvořili ozbrojenou koalici, která měla zabránit spojení venkovských husitů, jejichž houfy se také začaly ozbrojovat, s husitskou Prahou. K prvnímu většímu střetu došlo začátkem listopadu u Živohoště, kde katolické vojsko vedené Petrem Konopišťským ze Šternberka zaútočilo na houf venkovanů táhnoucí na pomoc Praze.
Hlavními mimopražskými centry husitství byla Plzeň na západě země, Louny a Žatec a na jihu Klatovy a Písek. Ve východních Čechách se husité pod vedením hejtmana Hynek Krušina z Lichtenburka a kněze Ambrože z Hradce soustředili pod kopcem nazvaným Oreb a začali si říkat orebité. Do Plzně odešel z Prahy Jan Žižka a zde prvně předvedl své válečnické schopnosti, když u Nekmíře díky nové taktice s bojovými vozy zvítězil nad katolickou přesilou. Plzeň však brzy ovládli katolíci a Žižka ji na jaře 1420 musel opustit. Vypravil se s oddílem husitů do nově založeného husitského města "Hradiště hory Tábor". Cestou podruhé zvítězil nad protivníky u Sudoměře. Na Táboře se Žižka stal jedním ze čtyř hejtmanů (vedle Mikuláše z Husi, Zbyňka z Buchova a Chvala z Machovic). Husité poté přešli do ofenzívy a vedle vypalování klášterů také napadali hrady a města svých protivníků (útok na Mladou Vožici, tvrz Sedlec, Strakonice, obléhání Rabí atd.).

## První křížová výprava a období 1420–1421
Už za probíhajícího kostnického koncilu bylo některými církevními činiteli hlásáno, že Čechy odpadlé od katolické církve je nutno přivést nazpět třeba i násilím. Obvyklou cestou v této době bylo vyhlášení křížové výpravy, o níž začal tajně vyjednávat i Zikmund.
První křížová výprava byla vyhlášena 1. března 1420 papežem Martinem V. Do jejího čela se postavil uherský a římský král Zikmund Lucemburský. Jeho armáda o síle zhruba 30 000 mužů (připojila se i česká a moravská katolická šlechta) se ze slezské Vratislavi vydala koncem dubna přes Kladsko do Čech. Křižáci bez boje obsadili Hradec Králové a vstoupili do Kutné Hory – jádra protihusitského odporu v Čechách. Zde král Zikmund tvrdě odmítl poslední pokus pražanů o smír. Proto Praha požádala o pomoc Tábor a další husitská města, Louny, Žatec a Slaný. Oldřich II. z Rožmberka se mezitím pokusil překvapit samotný Tábor, ale jeho vojsko, tvořené převážně rakouskými žoldnéry, bylo 30. května rozehnáno částí táborského vojska, které se rychle navrátilo z Prahy pod vedením hejtmana Mikuláše z Husi.

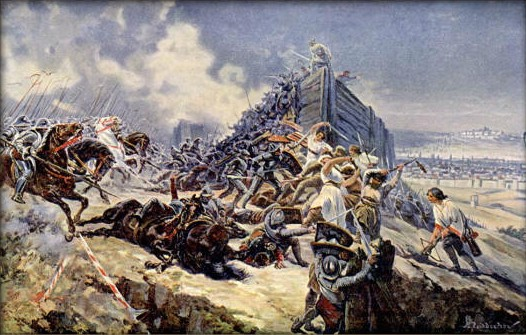
Bitva na Vítkově (A. Liebscher)

Od června byla Praha obležena Zikmundovými vojsky, královští drželi Hrad i Vyšehrad. Vrchním velitelem byl italský vojevůdce Pippo Spano z Ozory. Rozhodujícím střetnutím se stal 14. července útok křižáků na opevněný vrch Vítkov, jehož obsazením by byla Praha odříznuta od možnosti zásobování. Vítězství husitů pod vedením Jana Žižky z Trocnova v bitvě na Vítkově znamenalo zásadní zvrat – po tomto neúspěchu se Zikmundova armáda, znavená letními horky, vyčerpaná špatným zásobováním a znechucená královým nerozhodným postojem prakticky rozešla. Královská pokladna byla značně vyčerpána, a tak se zklamaný Zikmund stáhl zpět do Kutné Hory. Ještě před svým odjezdem se však narychlo nechal na Pražském hradě korunovat za českého krále. První křížová výprava do Čech tak skončila nezdarem. Na Vyšehradě a Pražském hradě však zatím královské posádky zůstaly.

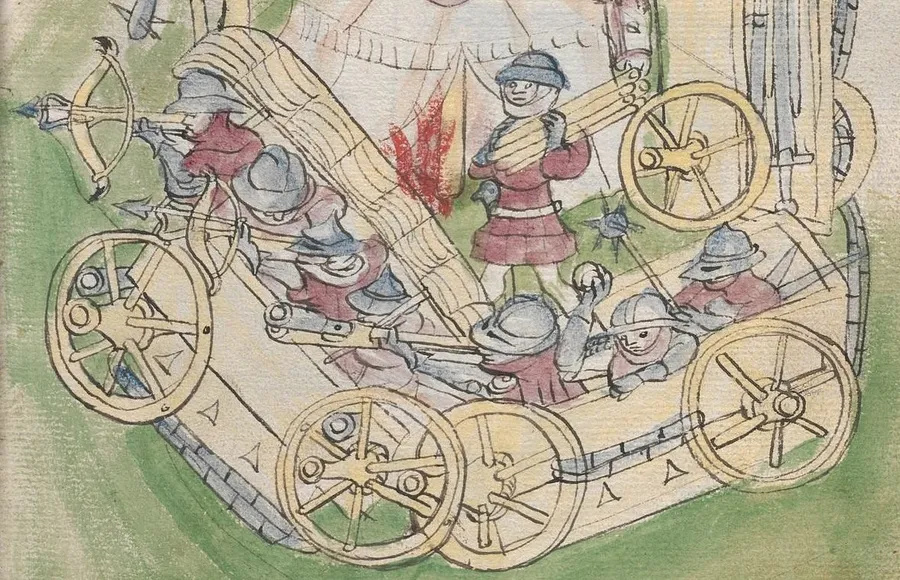
Vozová hradba husitů

Po rozpadu křížové výpravy boje mezi husitskou a královskou stranou pokračovaly. Trvalo vojenské spojenectví mezi Prahou, Táborem a východočeskými orebity, kteří pod vedením Hynka Krušiny z Lichtenburka výrazně pomohli v bitvě pod Vyšehradem v listopadu 1420, kde Zikmundovo vojsko utrpělo těžkou porážku. Táborité v čele s Janem Žižkou podnikali výpravy v jihozápadních Čechách – dobyli Vodňany, Lomnici nad Lužnicí, Malý Bor a Prachatice, do moci Tábora se dostaly i Rožmberkovy Příběnice a Příběničky. Západočeské Žižkovo tažení nebylo příliš úspěšné, od Plzně musel odtáhnout a nedobyl ani Tachov, úspěch však zaznamenali husité dobytím Chomutova a Kadaně. Táborité společně s pražany dobyli Říčany a Beroun, pražané pak dobyli Nový Hrad u Kunratic a společně s orebity Český Brod. Mnohá města se raději vzdala. Postupně vznikly dva vojenské svazy, táborský a pražský, k nimž se města i husitská šlechta přidávaly. Aktivní byla i katolická strana, která dobyla Přelouč a Chotěboř, ze severu útočili na husity Slezané. Dobývání měst bylo provázeno ukrutnostmi na obou stranách. V červnu 1421 po delším obléhání kapitulovala královská posádka Pražského hradu.
Zásadní význam pro další vývoj husitských válek měla bitva u Mostu, kdy byli pražané vedení Janem Želivským při pokusu dobýt Most drtivě poraženi vojskem české katolické šlechty, kterou podporoval míšeňský markrabě Fridrich IV. Svárlivý. Jednalo se o první velkou bitvu, která skončila porážkou husitů. Ti na bojišti zanechali takřka celé obléhací zařízení a utrpěli značný šrám na své reputaci, což také přispělo k pozdějšímu pádu Jana Želivského. Most byl díky úspěšné obraně uchráněn od vyplenění a násilí, které potkalo sousední města. Až do konce husitských válek zůstal katolickým, byl oporou krále a díky tomu vázal značnou sílu husitů v posádkách okolních měst.

## Druhá křížová výprava

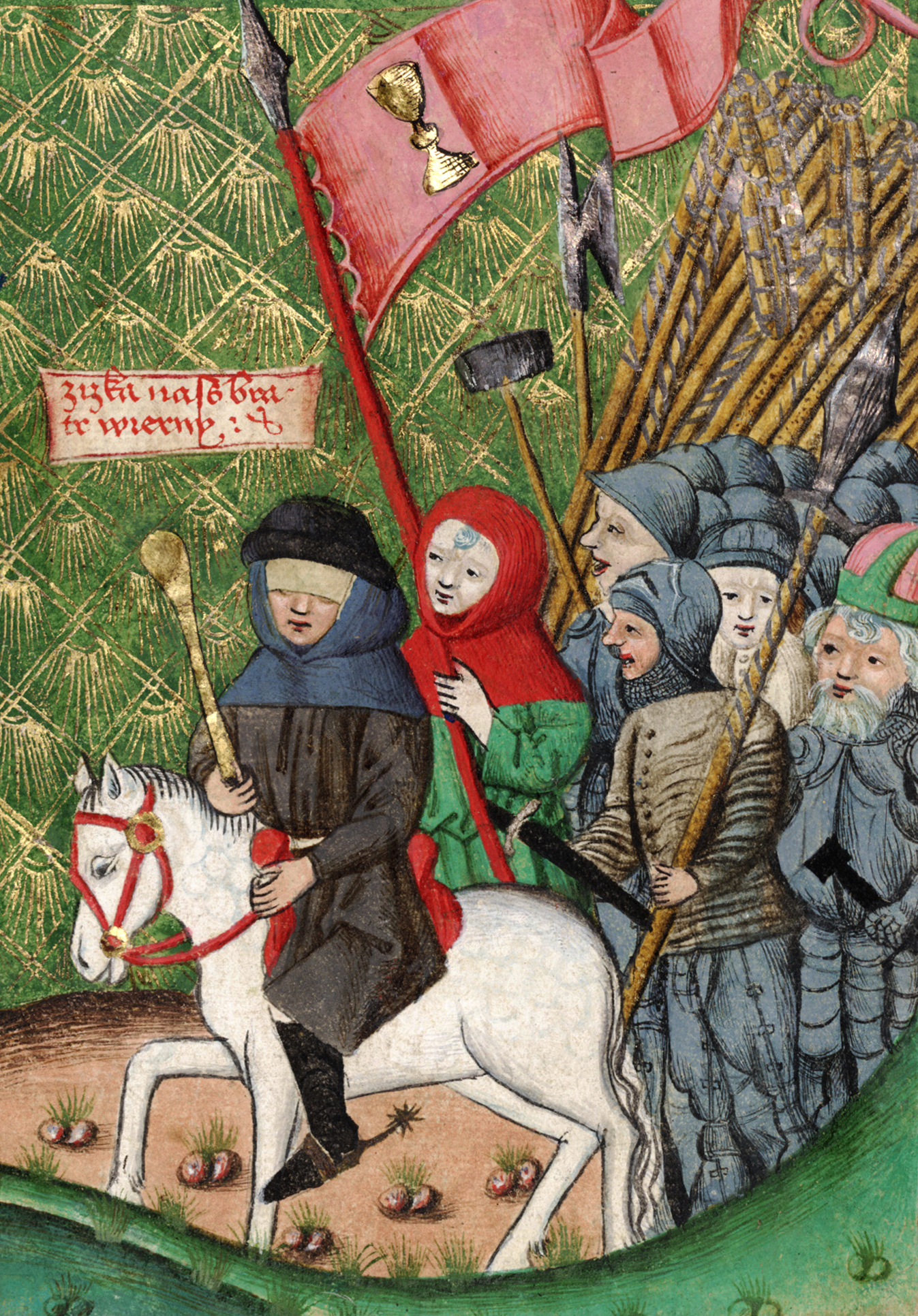
Jan Žižka vede vojsko radikálních husitů, Jenský kodex, 15. století

Čáslavský sněm v roce 1421, který přijal jako husitský program čtyři pražské artikuly, odmítl uznat Zikmunda Lucemburského za českého krále. Další křížovou výpravu však neinicioval on, ale kurfiřti z Porýní, rozhořčení z nezdaru první křížové výpravy, z něhož Zikmunda obviňovali. Výpravě požehnal římský kardinál Branda Castiglione. Křižácké plány pro nové tažení zahrnovaly vpád intervenčních sborů do Čech z několika světových směrů. Zikmund s Uhry, Moravany, Rakušany měl směrem ku Praze postupovat z východu a Slezané a Lužičané ze severu, vojska říšských velmožů měla zemi napadnout ze západu. Hlavní síly z Říše, vedené rýnským falckrabětem Ludvíkem III. a arcibiskupy z Mohuče, Trevíru a Kolína nad Rýnem vpadly 28. srpna 1421 do západních Čech. Po neúspěšném obléhání Žatce však skončila výprava naprostým rozkladem a následoval její útěk zpátky za hranice před postupujícími husitskými posilami.
Zikmund Lucemburský vyrazil se svým vojskem se zpožděním, teprve v říjnu. V téže době plenily ve východních Čechách oddíly ze Slezska a Lužice. Zikmund společně se svým zetěm Albrechtem Habsburským při tažení Moravou porazil tamější husitský odboj, mj. díky vítězství v bitvě u Uherského Ostrohu a vyvrácení zdejší husitské obce Nový Tábor a donutil většinu moravské šlechty podepsat kapitulační smlouvu. Zikmundovo vojsko narazilo na spojené oddíly pražanů, táborů a orebitů u Kutné Hory. Zikmund Kutnou Horu zradou tamějších měšťanů ovládl a husité se ocitli v obklíčení; podařilo se jim však uniknout do Kolína, kde zkonsolidovali své síly. Počátkem roku 1422 zaútočili pod vedením Jana Žižky nečekaně na nepřátele, zimující u Kutné Hory, a obrátili je na útěk. Prchající křižáci utrpěli další porážku u Haber a znovu u Německého Brodu, který poté husité dobyli a vyplenili. Zikmundovi se podařilo ustoupit se zbytkem armády zpátky na Moravu.
Hlavní vojenskou akcí husitů v roce 1422 bylo několikaměsíční obléhání hradu Karlštejna, který se pokoušeli dobýt pražané společně s oddíly litevského knížete Zikmunda Korybutoviče. To vyvolalo nový pokus o zahraniční intervenci. Výprava na pomoc Karlštejnu, která bývala někdy nazývána třetí křížovou výpravou, byla dohodnuta na říšském sněmu v Norimberku. Do čela byl postaven braniborský markrabě Fridrich, ale podařilo se shromáždit jen malý počet vojáků. Než mohla výprava do bojů zasáhnout, došlo k jednáním a nakonec pražané s karlštejnskou posádkou uzavřeli příměří.

## Bratrovražedné války let 1423–1426
Ještě počátkem roku 1423 dokázaly husitské svazy spolupracovat (společně zvítězili v bitvě u Hořic), ale po odchodu Žižky z táborského svazu se jeho nové východočeské uskupení brzy dostalo do sporu s pražany. Poté, co se Žižka zákeřně zmocnil Hradce Králové, ovládl Dvůr Králové, Jaroměř a Čáslav, které patřily k pražskému svazu, a porazil oddíly pražanů u Strauchova dvora, uzavřeli umírnění kališníci a pražané spojenectví s katolíky, tzv. svatohavelskou koalici. Ta svedla s Žižkovými oddíly několik bitev a nakonec utrpěla těžkou porážku u Malešova. Následné pražské usmíření (tzv. libeňskou smlouvou) a další úmluvy ve Zdicích rozpory částečně urovnaly a vojska pražského i Žižkova svazu vytáhla na Moravu. Po Žižkově smrti však byly zdické úmluvy brzy porušeny a nastalo období vzájemných bojů mezi jednotlivými svazy – zejména mezi pražany a sirotky (jak se začalo nazývat východočeské uskupení); k sirotkům se obvykle přidávali i táborité. V roce 1425 vznikl další, žatecko-lounský svaz v čele s Jakoubkem z Vřesovic.
Každý husitský svaz disponoval množstvím ovládaných měst s jejich posádkami a množstvím spojeneckých šlechticů s jejich družinami. Polní vojska husitských svazů byla v té době již prakticky profesionální armády, v čele s několika hejtmany, nad nimiž stál nejvyšší hejtman. V roce 1426 všechny čtyři svazy podnikly koordinovanou akci v severních Čechách a oblehly Ústí nad Labem, v té době držené saským markrabětem. V bitvě u Ústí (Na Běháni) spojení husité 16. června 1426 zvítězili nad saským vojskem a město dobyli. Mezi vůdčími osobnostmi se zde poprvé objevil Prokop Holý. Krátce nato však vzájemné rozpory i boje mezi husity vypukly znovu, spojit je dokázal jen vnější nepřítel.

## Třetí křížová výprava a husitské rejsy

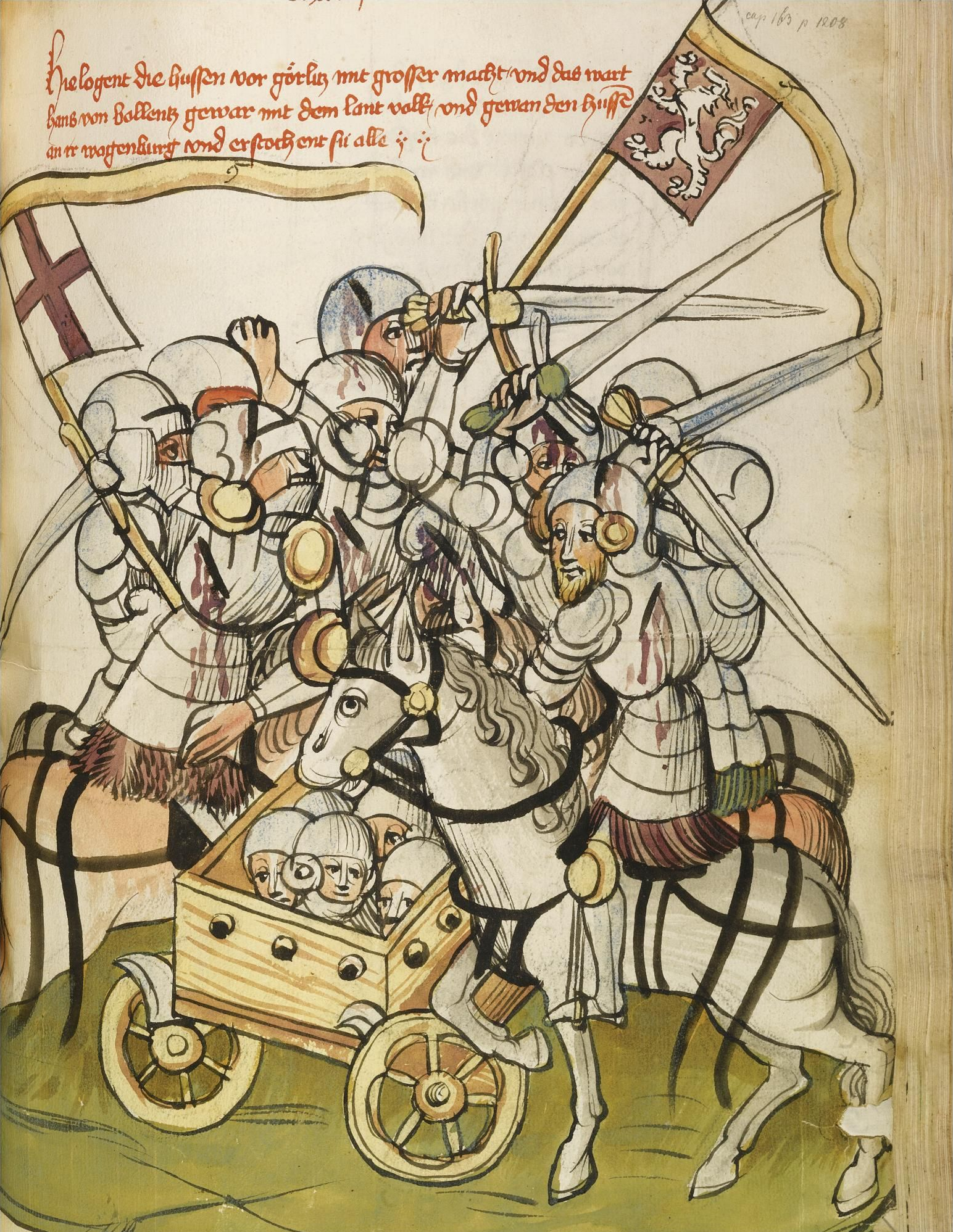
Bitva u Chrastavy roku 1428

Roku 1427 byla z iniciativy braniborského kurfiřta Fridricha uspořádána třetí křížová výprava na potlačení kacířů z husitských Čech. Vrchním velitelem se nakonec stal trevírský arcibiskup Ota ze Ziegenheimu. Papež Martin V. určil svým legátem na této výpravě anglického kardinála Henryho Beauforta. Křižácká vojska mohla dohromady čítat až něco kolem 25 000 mužů. Spory ve vedení a neujasněnost strategických cílů však vedly 3. srpna k chaotickému ústupu od obléhaného Stříbra a 4. srpna následně k ostudné porážce od spojených husitských vojsk v bitvě u Tachova. Slezská armáda u Náchoda a rakouská na jižní Moravě pod dojmem této porážky do Čech ani nevyrazily. Husité navíc po ústupu intervenčních sil za hranice obsadili Tachov a oslabili tak katolický vliv v západních Čechách.
Situace v Čechách se pak částečně uklidnila, protože polní vojska zaměřila své hlavní aktivity mimo území českých zemí. Výpravy do vedlejších zemí Koruny české (Lužice a Slezska) i za hranice (do německých zemí, Rakouska, Uher), tzv. rejsy (spanilé jízdy), pořádali husité již dříve, jejich vrchol je však v letech 1427–1433. Jejich hlavním cílem bylo opatřit válečnou kořist, potraviny a píci pro koně, což bylo nezbytné pro udržování polních vojsk – země byla zničená nejen válkami, ale i neúrodami. Při výpravách do Horních Uher se husité zmocnili hradu Likavy a měst Skalice, Trnavy, Topolčan, Lednice a Žiliny. V roce 1433 bylo podniknuto husitské tažení k Baltu na pomoc Polsku proti Řádu německých rytířů.

## Čtvrtá křížová výprava a Basilejský koncil
Přípravou další křížové výpravy se začal papež Martin V. zabývat krátce po bitvě u Tachova, dlouho se ji však nepodařilo uskutečnit jednak kvůli financím, jednak kvůli právě probíhajícím konfliktům stoleté války. Byla vyhlášena až v roce 1431, za jeho nástupce Evžena IV. Její počátek byl stanoven na přelom června a července, papežským legátem na výpravě byl kardinál Giuliano Cesarini. Vrchním velitelem se stal braniborský markrabě Fridrich. Tažení se opozdila o víc než měsíc kvůli rozporům mezi veliteli. Po pokusu o obléhání Tachova se křižáci, kteří se nedočkali podpory od okolních katolických pánů a mezitím plenili okolí, přesunuli k Domažlicím. Husité se tentokrát opět dokázali sjednotit. Křižácké vojsko bylo zaskočeno rychlým postupem spojených husitských vojsk vedených Prokopem Holým. Stejně jako u Tachova, padla i u Domažlic husitům prakticky bez boje do rukou obrovská válečná kořist. Traduje se, že zde křižáci uprchli, sotva zaslechli válečný chorál blížících se husitů.
Neúspěchy křížových výprav přiměly katolickou Evropu, aby začala s husity hledat diplomatické řešení bezvýchodné situace v českých zemích. Husitská delegace byla pozvána na Basilejský koncil, kde obhajovala svůj program, čtyři pražské artikuly. Jednání se zástupci koncilu se táhla ještě dlouho po návratu husitů z Basileje.

## Porážka polních vojsk
V létě 1433 táborská polní vojska oblehla pilíř katolíků v západních Čechách, město Plzeň. Prokop Holý tím chtěl pravděpodobně demonstrovat sílu polních vojsk a vystrašit zahraniční protivníky tak, aby byli ochotni k zásadním ústupkům. Zásobovat vojska bylo obtížné. Když byla husitská zásobovací výprava do Bavorska nedaleko hranic u Hiltersriedu napadena a téměř zničena, vypukly nepokoje, bojovníci obviňovali z neúspěchu hejtmany, fyzicky byl napaden i Prokop Holý, který poté opustil vojsko a uchýlil se do Prahy. Situace se nezlepšila ani připojením vojska sirotků, kteří se vrátili na podzim z výpravy k Baltu. Když pak podplacený husitský hejtman Přibík z Klenové zrádně zásobil obleženou Plzeň, naděje na její dobytí byla v nedohlednu. Od bratrstev se odvracel i selský lid, sužovaný polními vojsky, která po venkově sháněla potraviny a píci. V zájmu ukončení vysilujících válek pak umírnění husité vytvořili koalici s katolickou šlechtou.
Od přelomu dubna a května 1434 se koaliční vojsko pod vedením Diviše Bořka z Miletínka shromažďovalo u Kačiny. 5. května mu otevřelo své brány spojenecké Staré Město pražské a následujícího dne bylo přepadeno a dobyto Nové Město, z něhož uprchl i Prokop Holý. Vrátil se opět k polním vojskům, která zrušila obléhání Plzně. Obě vojska se střetla u Lipan 30. května. Koalice zde díky vhodně zvolené taktice drtivě zvítězila. Zástupci zbytků polních vojsk, kterým se podařilo uprchnout, pak uzavřeli příměří. 9. června ještě došlo k dílčí porážce oddílu Jakoubka z Vřesovic vojsky plzeňského landfrýdu a karlštejnského purkrabího v bitvě u Řevničova a následném dobytí hradu Kostomlaty pod Milešovkou Jakoubkovým vojskem.
Porážkou byla radikální polní vojska vyloučena z politického rozhodování o osudech země, což otevřelo cestu k dohodě s basilejským koncilem a se Zikmundem Lucemburským. 5. července 1436 byla v Jihlavě slavnostně přijata a vyhlášena tzv. Basilejská kompaktáta a 14. srpna byl Zikmund přijat za českého krále. V odporu proti němu nadále pokračovala pouze radikální husitská menšina vedená Janem Roháčem z Dubé. Dobytí jeho hradu Sion lze považovat za definitivní konec husitských válek (prvního období).

## Důsledky husitských válek
Války jako takové těžce poškodily české země po politické, hospodářské i kulturní stránce. V protikladu k tomu stojí velké bohatství husitského myšlenkového odkazu, kterým byla obohacena reformní část Evropy. Byla "vybojována" kompaktáta, čímž vznikl v té době v Evropě ojedinělý stav dvojí víry, kdy vedle sebe v jedné zemi rovnoprávně žili katolíci s husity. Také do soudobého vojenství přineslo husitské válečnictví řadu změn.

### Hospodářsko-politické dopady

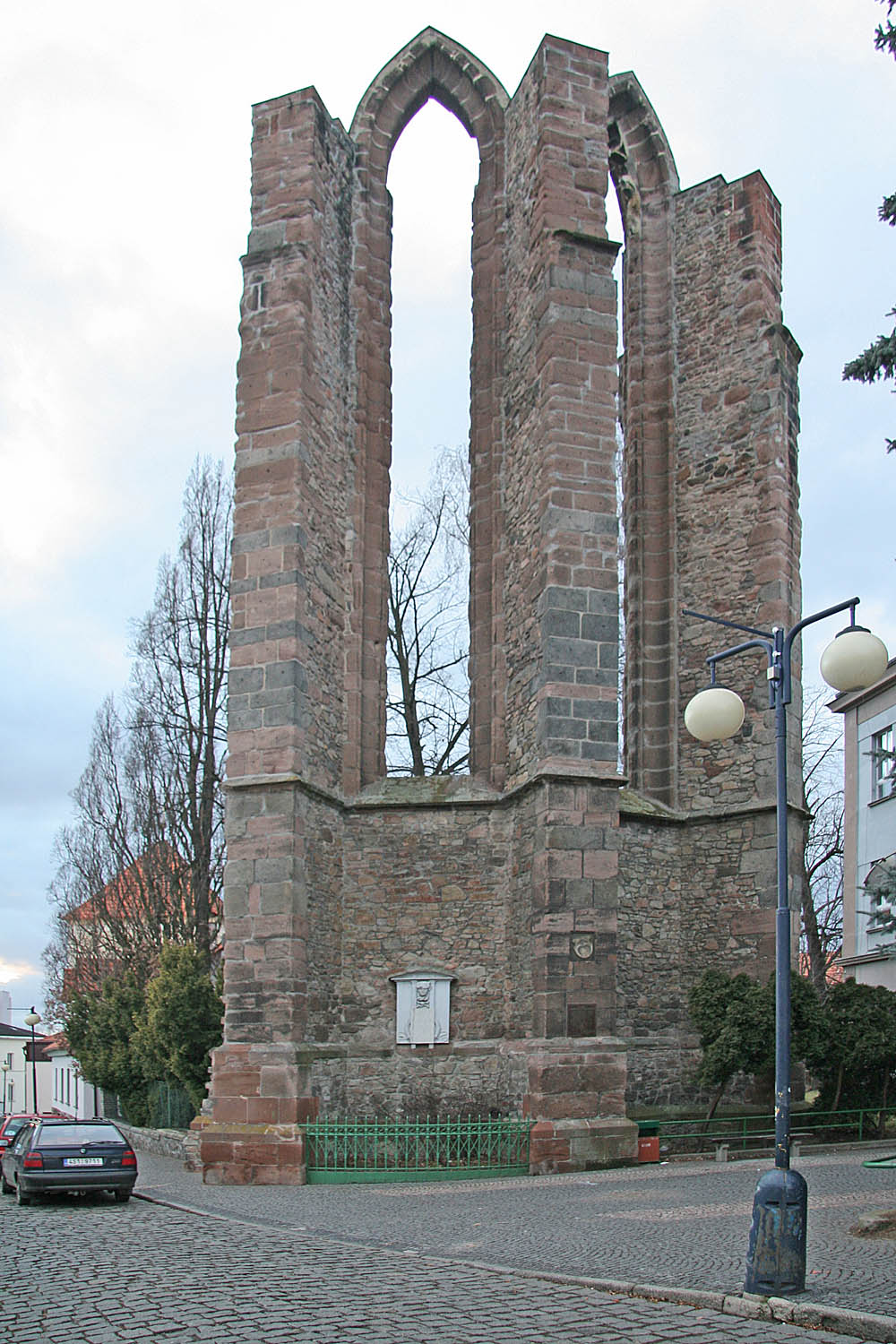
Zřícenina kostela kláštera minoritů na Karlově v Benešově vypáleného husity

Ve válečných letech upadlo hospodářství do katastrofálního stavu, obchodní styky se zahraničím byly oficiálně přerušeny (prakticky výrazně oslabeny), stejně tak domácí produkce, hodnota mince výrazně poklesla i v důsledku oslabení těžby v Kutné Hoře, která vyhnáním místních Němců přišla o množství odborníků. Dlouhodobá ekonomická izolace měla za důsledek oddálení příchodu sociálně-ekonomických změn z oblastí, kde už probíhala fáze nástupu raného novověku. Česká ekonomika zaostávala i ve druhé polovině 15. století a ani v začátku 16. století se tento vývoj nepodařilo zvrátit. I když se podařilo udržet integritu zemí Koruny české, oslabily se vztahy mezi jednotlivými zeměmi (Horní a Dolní Lužice a Slezsko zůstaly katolické).
Zemi po řadě neúrodných let, v důsledku válečných útrap a hospodářské blokády sužoval hlad a nemoci. Těžkou zátěží bylo uživení stálých vojsk, tehdejší hospodářství by ani v době úrody a míru nebylo schopné trvale vydržovat několik tisíc profesionálních vojáků.
Došlo k výraznému úbytku obyvatelstva, na kterém se podílely jak husitské války a s nimi spojené hladomory, tak epidemie moru, který byl do Evropy zavlečen ve 14. století a od té doby se v pravidelných intervalech neustále vracel. Odhaduje se, že v průběhu 15. století zaniklo několik stovek vesnic. Počet obyvatel českých zemí, který se kolem roku 1400 odhaduje na 2,80–3,37 milionů, do roku 1526 podle některých odhadů klesl na 1,50–1,85 milionů.
Válčící strany se dopouštěly masakrů zajatých vojáků i civilního obyvatelstva v dobytých městech, zejména pokud se obléhané město odmítalo vzdát. Jako příklady lze uvést masakr katolických mužů po dobytí Prachatic husity v dubnu 1420, masakr husitů při obléhání Chotěboře, kteří se vzdali za příslib volného odchodu v únoru 1421, masakr katolických obyvatel Chomutova v březnu 1421, vhazování zajatých husitů a jejich sympatizantů do šachet v kutnohorských dolech, masakr obránců a obyvatel Německého Brodu v lednu 1422, nebo upálení 700 zajatců po bitvě u Lipan ve stodolách v blízkém okolí roku 1434.

### Kulturní dopady

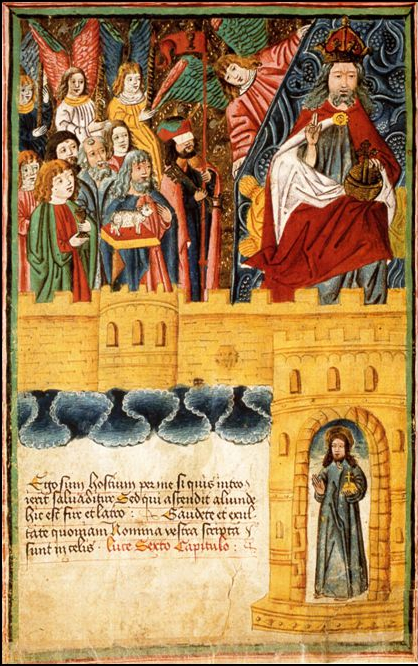
Jan Žižka jako vrátný u nebeské brány, Jenský kodex z 15. stol.

Duchovní kultura a všeobecná vzdělanost procházely velkou krizí, velká část venkovských a městských škol zanikla, vážně poklesl i význam pražské univerzity, a to odchodem nečeské části univerzitní obce a zavřením několika fakult. Úlohu Karlovy univerzity jako regionálního centra vzdělání tak převzala např. univerzita v Lipsku či ve Vídni.
Příchod husitské revoluce znamenal konec stavebního rozmachu i rozvoje gotického umění v Čechách. V neklidných dobách klesl zájem o budování nových staveb i tvorbu uměleckých děl. Chyběly také finanční prostředky. Po smrti Václava IV. se rozpadl panovnický dvůr, a tak zmizel jeden z hlavních zákazníků stavebníků a umělců. Mnozí poté opustili české země. Stavební činnost upadala, často ustaly i práce na rozestavěných objektech. To se stalo také s katedrálou sv. Víta na Pražském hradě. Jen někteří stavitelé se uplatnili při budování a zdokonalování opevnění hradů a měst. Někteří odborníci také zastávají názor, že husitské války v tomto směru ve svém důsledku znamenaly izolaci Čech a oddálení příchodu renesanční kultury z (katolické) ciziny.

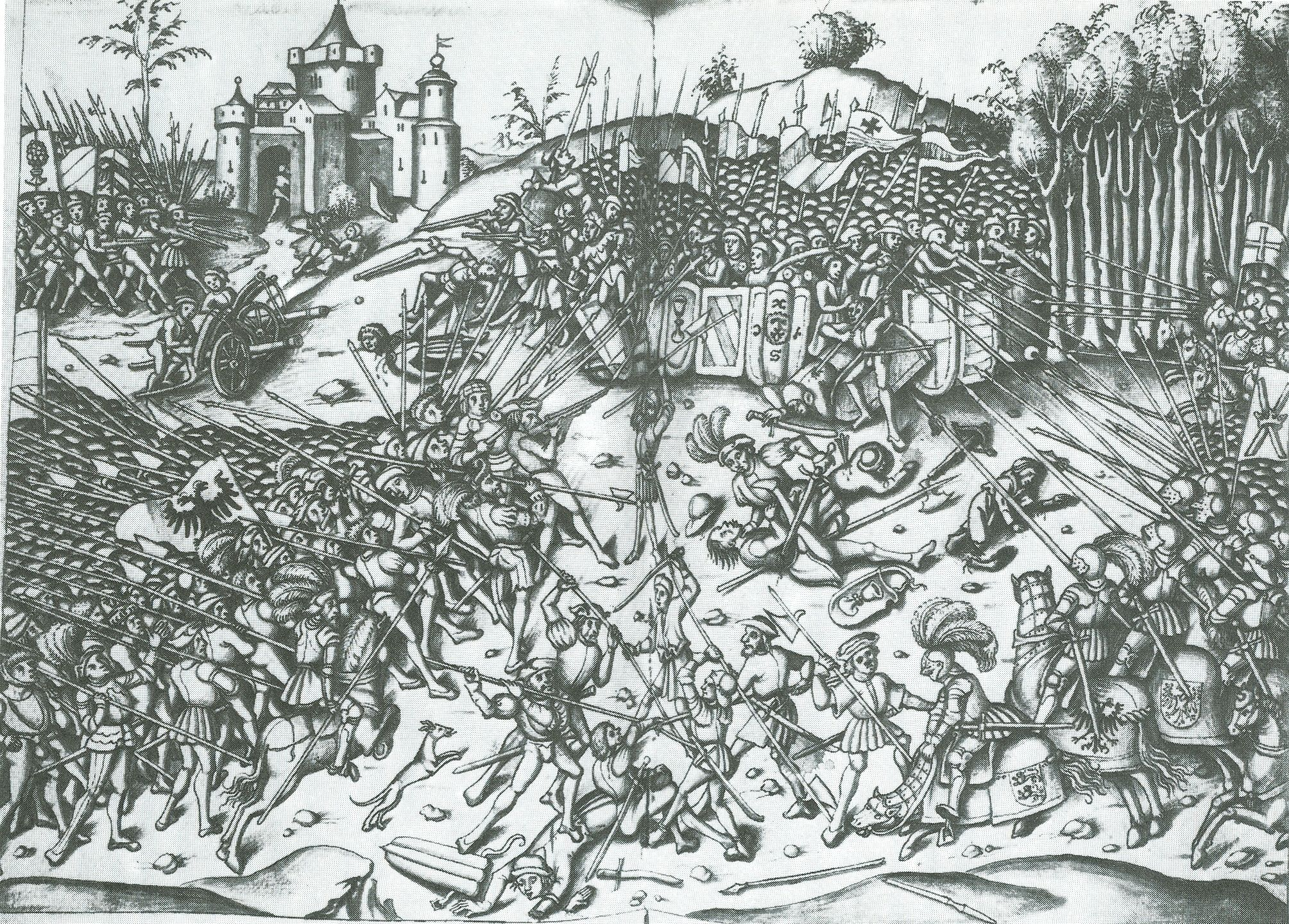
Výjev z bitvy u Schönbergu

Málokterou oblast postihly husitské války tak těžce jako výtvarné umění. Husité vyplenili početné kláštery a kostely a během obrazoboreckých bouří zničili mnoho vynikajících uměleckých a literárních děl.
V letech 1421–1424 bylo v Čechách a na Moravě zničeno 14 benediktinských klášterů a 18 proboštství, přičemž bylo usmrceno přibližně 674 řeholníků a řeholnic. Dále husitská vojska zničila 16 premonstrátských klášterů, ve kterých zemřelo snad 575 řeholníků a řeholnic. Cisterciáckých klášterů a proboštství bylo zničeno 33, pobito bylo 3884 řeholníků a řeholnic. Augustiniáni přišli o 40 klášterů a 450 členů řehole. Zpustošeno bylo i 44 klášterů minoritských, 37 dominikánských a 3 další kláštery jiných řádů, celkově v nich bylo pobito 550 řeholníků a řeholnic. Plenění klášterů pokračovalo i ve 2. pol. 20. let 15. století.

### Vojenství
Husitské válečnictví se výrazně zapsalo do vojenské historie. Čeští žoldnéři, kteří používali husitskou bojovou taktiku a výzbroj, patřili k vyhledávaným válečníkům po celé 15. století. Příkladem je Jan Jiskra z Brandýsa, který v čele bratříků válčil v Uhrách i proti expanzi Turků na Balkán, například v bitvě u Varny roku 1444. Bitva u Schönbergu roku 1504, během níž císař Maxmilián Habsburský v čele svých rytířů a lancknechtů zaútočil na české žoldnéře vracející se do Čech, byla poslední bitvou ve které čeští bojovníci použili husitskou vojenskou taktiku včetně tzv. vozových hradeb. V bitvě zahynulo na 1600 českých válečníků. Maxmilián ocenil jejich statečnost v boji a 700 přeživších zajatců ihned po bitvě propustil aniž by požadoval výkupné.

## Války za Jiřího z Poděbrad
Přijetí kompaktát znamenalo zrovnoprávnění katolického a kališnického obyvatelstva v českých zemích. O udržení tohoto stavu velmi usiloval Jiří z Poděbrad, který se v roce 1462 obrátil na papeže, aby Čechům kompaktáta potvrdil a jmenoval Jana Rokycanu pražským arcibiskupem. Papež Pius II. obojí odmítl, což znamenalo, že se husité opět oficiálně stali kacíři. Následující papež Pavel II. prohlásil 23. prosince 1466 Jiřího za sesazeného z trůnu a proti Čechům vyhlásil křížovou výpravu, čímž podpořil Jiříkovy domácí katolické odpůrce – v zemi vypukla vnitřní válka. Do čela křížové výpravy se postavil uherský král Matyáš Korvín usilující o českou korunu a na jaře roku 1468 vtrhl na Moravu. Jiřímu se podařilo obklíčit Matyášova vojska u Vilémova, ale Matyáše propustil, pravděpodobně za slib pomoci při vyjednávání s papežem. Matyáš slib nesplnil a dal se v Olomouci 3. května 1469 katolickými stavy zvolit českým králem. Válka pokračovala i po smrti Jiřího z Poděbrad, protože vedlejší země i čeští katolíci Vladislava Jagellonského za Jiřího nástupce neuznaly. Až 7. prosince 1478 byla v Olomouci vyhlášena smlouva o příměří, podle níž mohli oba panovníci užívat titulu „český král“. Dohody byly potvrzeny Olomouckou smlouvou ze dne 21. července 1479. Vladislav vládl pouze v Čechách, Matyáš na Moravě, ve Slezsku a v Lužicích.

## Husitské války v umění

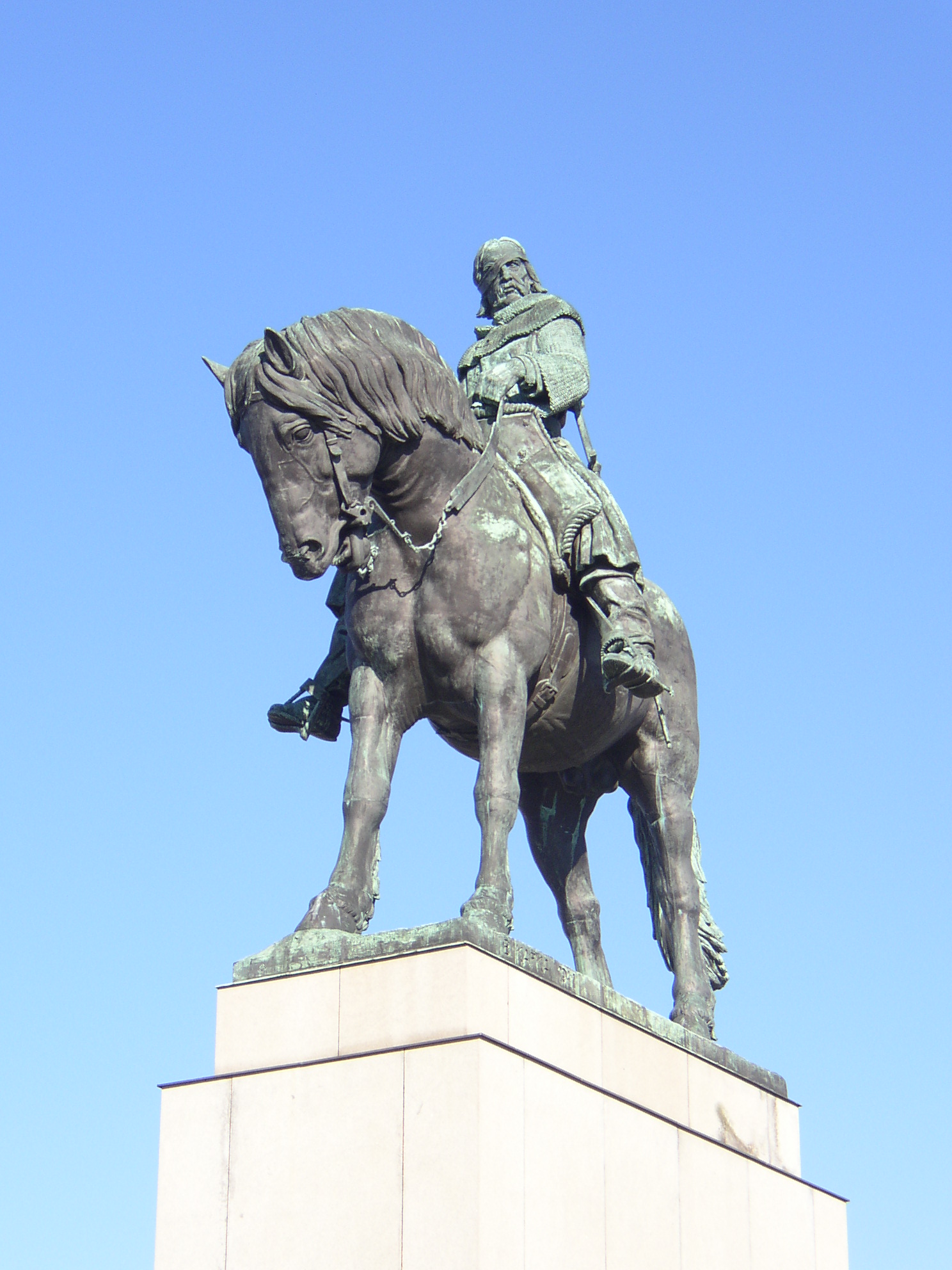
Velká jezdecká socha Jana Žižky na Vítkově

### Beletrie
Významnější romány českých autorů:
- Proti všem (Alois Jirásek, 1894)
- Kraj kalicha (Václav Kaplický, 1945)
- Táborská republika (Václav Kaplický, 1969)
- Husitská epopej II., III. (Vlastimil Vondruška, 2014)

Do doby husitských válek zasadil děj svých historicko-magických románů také polský spisovatel Andrzej Sapkowski (trilogie Narrenturm, Boží bojovníci a Lux Perpetua z let 2002–2006).

### Film
- V roce 1947 vznikl film Jan Roháč z Dubé režiséra Vladimíra Borského.
- V letech 1954–1956 natočil režisér Otakar Vávra husitskou trilogii složenou z filmů Jan Hus  (1954), Jan Žižka (1955) a Proti všem (1956). (Období husitských válek se věnuje druhý a třetí díl.)
- Film Spanilá jízda natočil režisér Oldřich Daněk v roce 1963, odehrává se v roce 1427.
- Na pozadí husitských válek se odehrává film Na Žižkově válečném voze režiséra Milana Vošmika z roku 1968.

### V obrazech

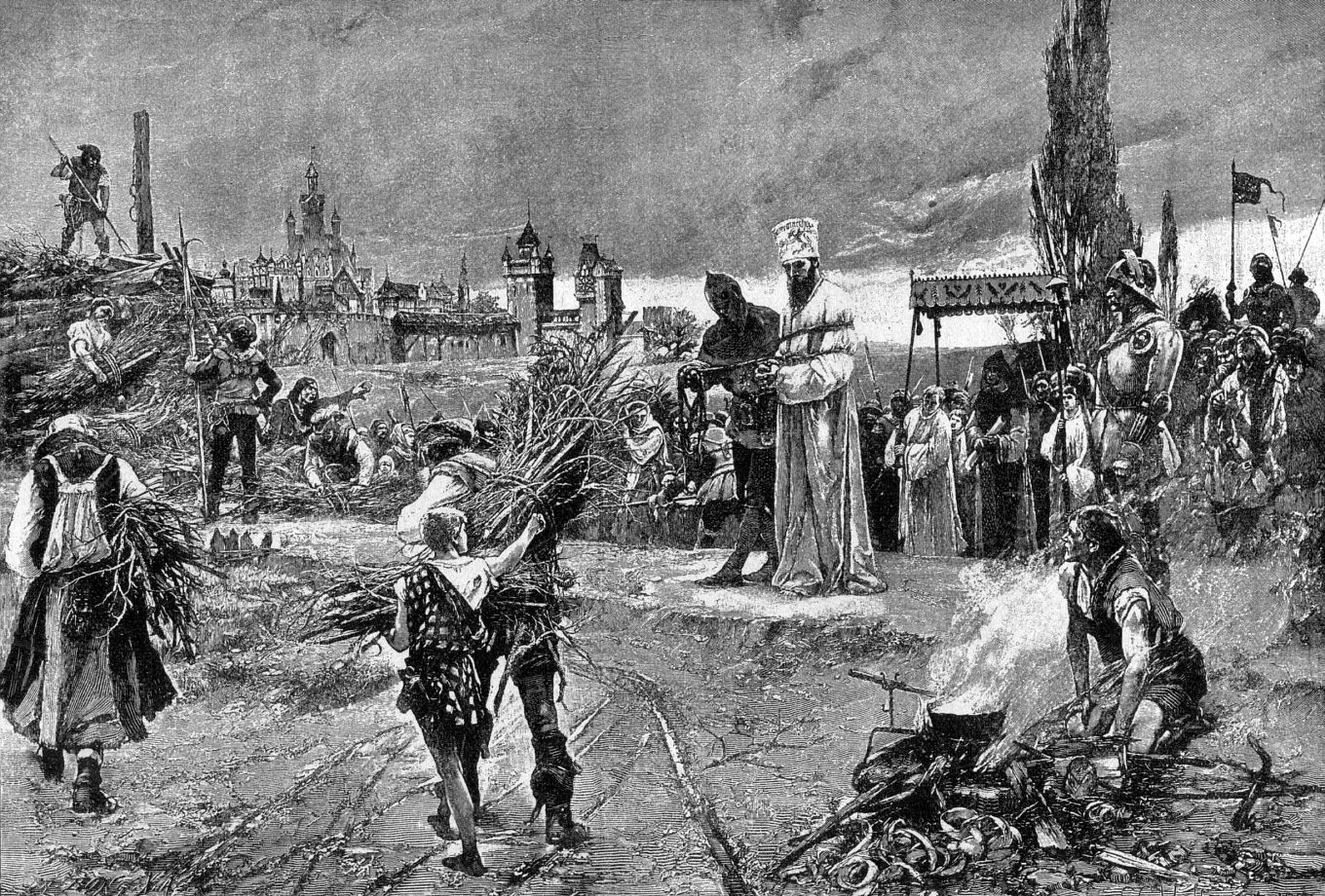
Upálení Mistra Jana Husa
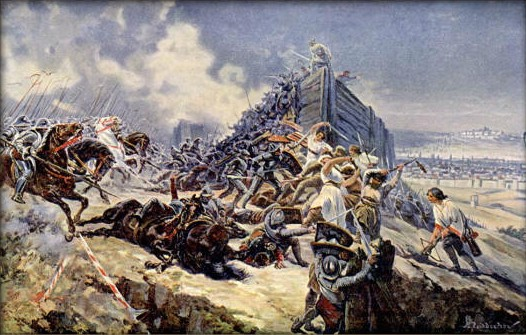
Adolf Liebscher – Bitva na Vítkově
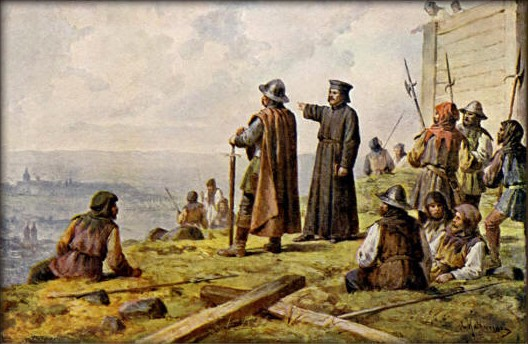
Josef Mathauser – Žižka s Václavem Korandou hledí z Vítkova na Prahu
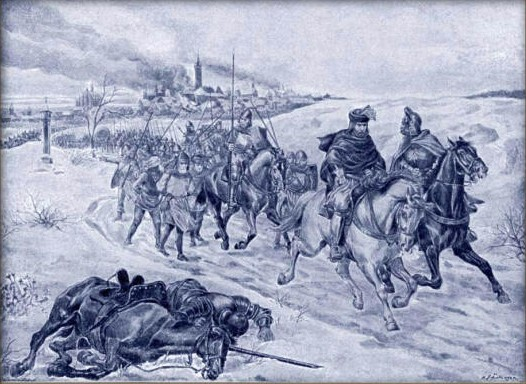
Hugo Schüllinger – Útěk Zikmunda Lucemburského z Kutné Hory
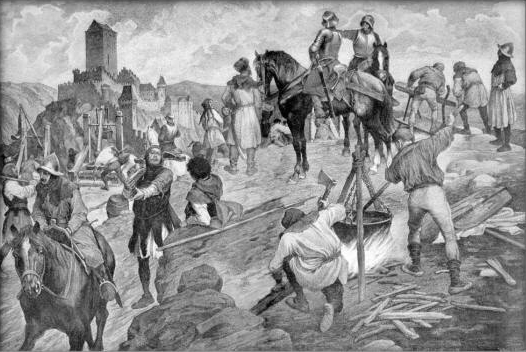
Věnceslav Černý – Pražané obléhající Karlštejn
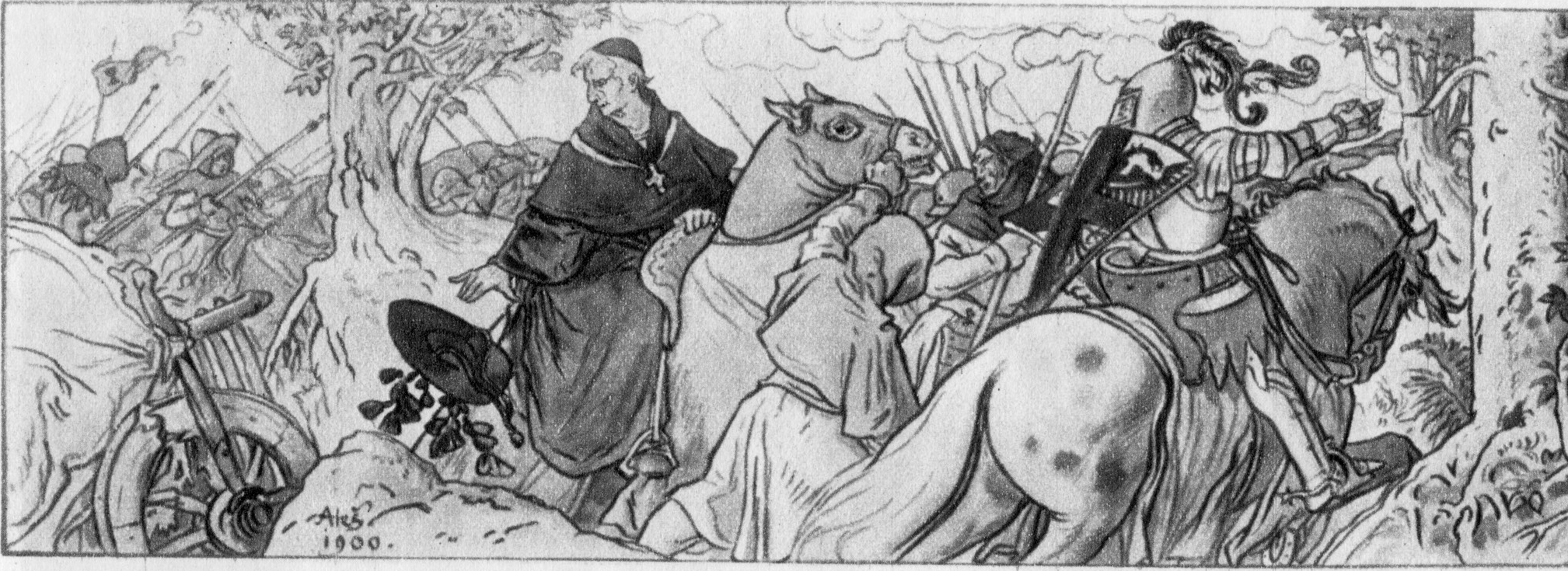
Mikoláš Aleš – Útěk kardinála Cesariniho z bitvy u Domažlic
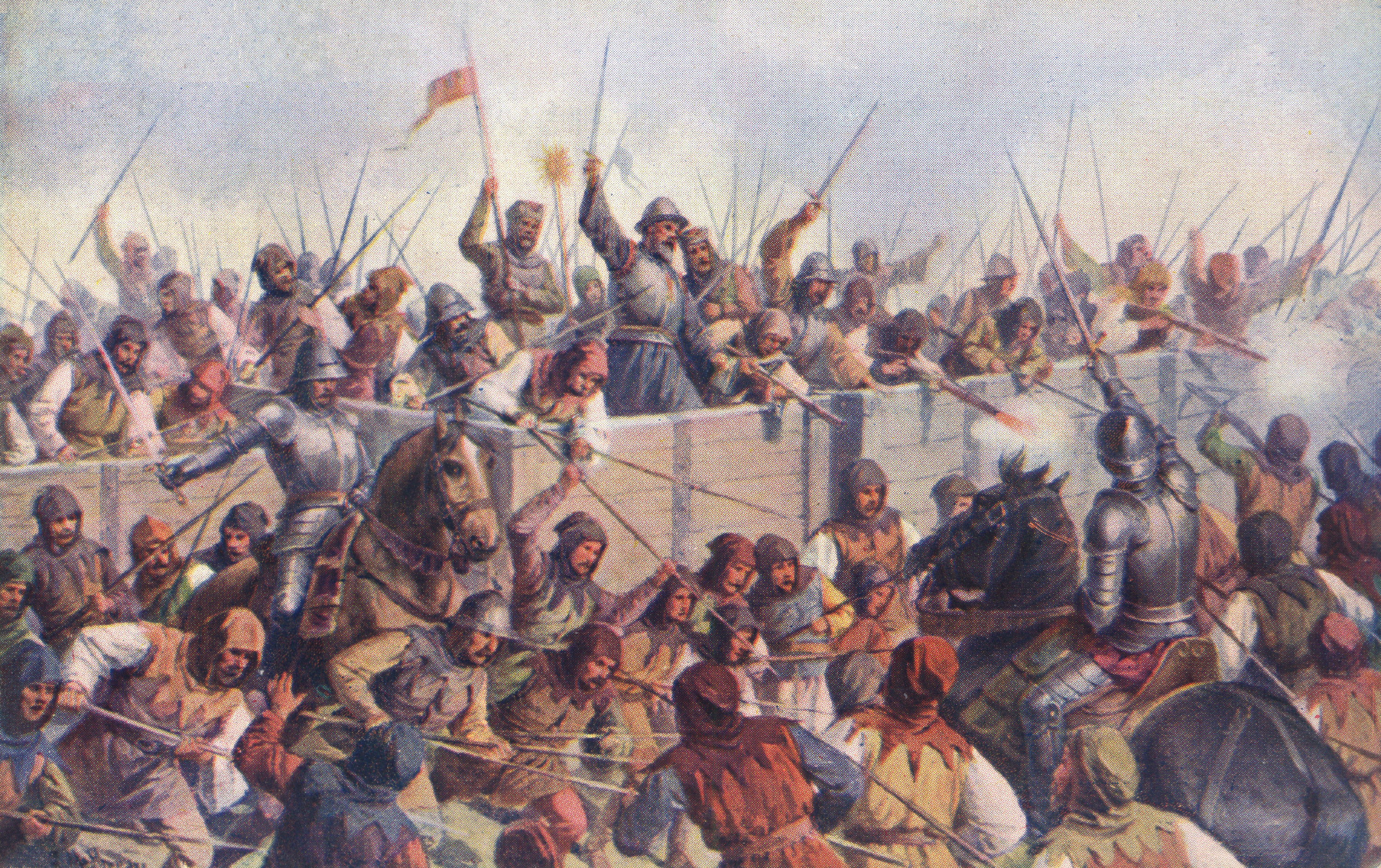
Josef Mathauser – Bitva u Lipan
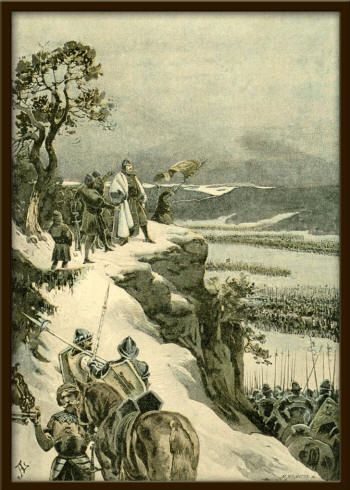
Adolf Liebscher – Obklíčené vojsko Matyáše Korvína u Vilémova
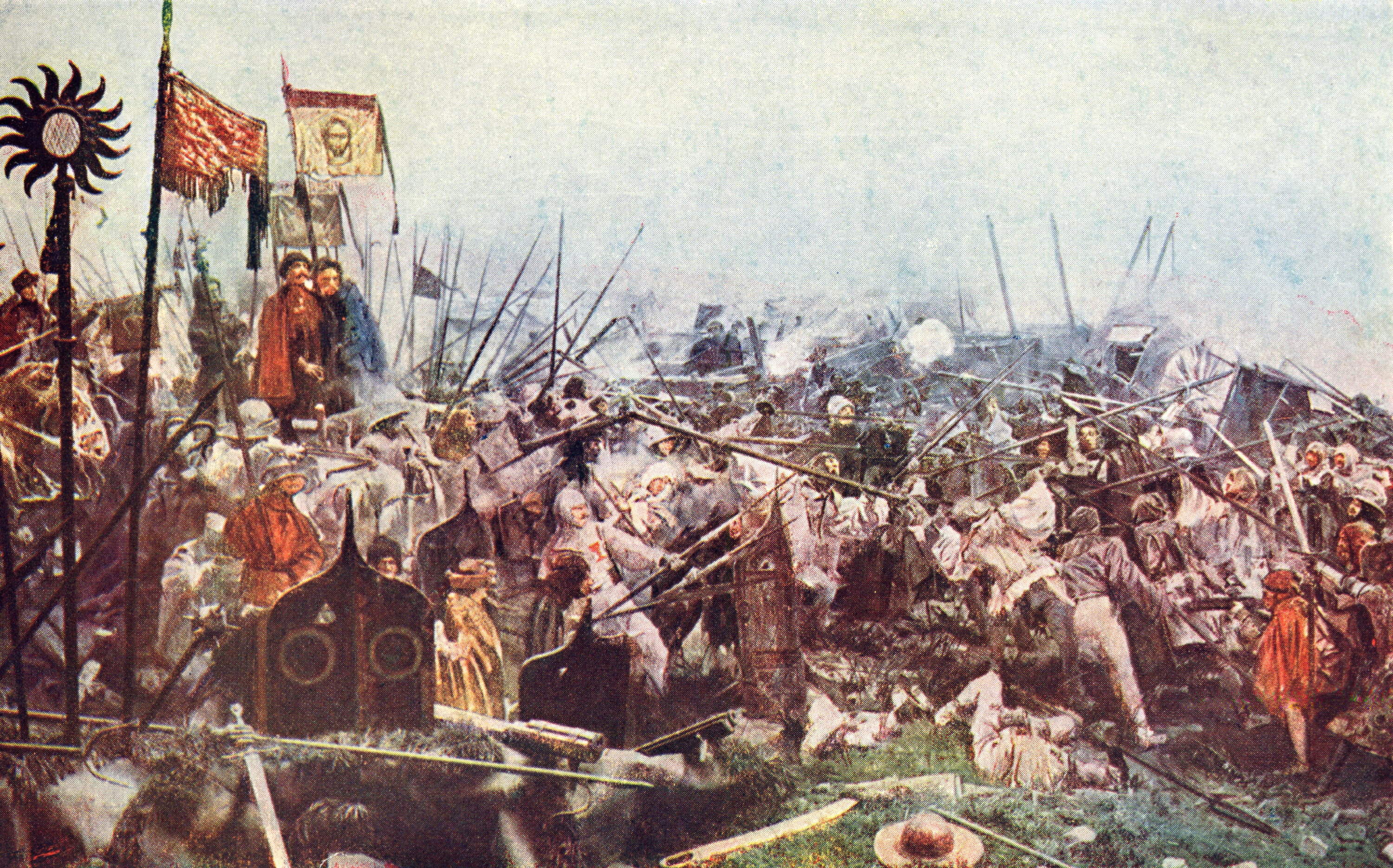
Luděk Marold: Bitva u Lipan (výřez)

## Legenda o obléhání Naumburgu

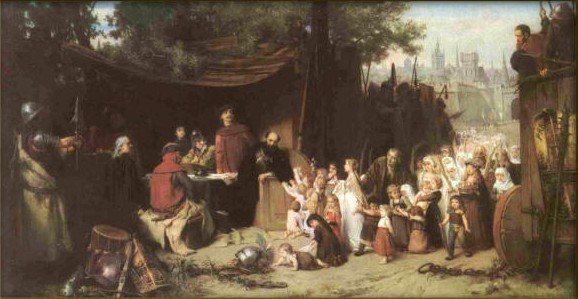
Jaroslav Čermák: Prokop Veliký před Naumburkem

Legenda vypráví o husitech obléhajících město Naumburg roku 1432. Němci prý tehdy vzkázali, že nepřistupují na vzájemnou smlouvu o šetření zajatců. Proto se Prokop Holý rozhodl, že pokud se obležené město nepoddá, bude do základů vypáleno a jeho obyvatelé pobiti. Měšťané se odmítli podrobit, ale přesto dali na radu městského zámečníka a do husitského ležení vyslali prosit o milost své děti. Husitům se dětí zželelo, pohostili je, a dokonce jim na cestu natrhali třešně. Od té doby se zde slaví Kirschenfest. Výjev zobrazil český malíř Jaroslav Čermák.